# San Franciscó-i pestisjárvány
A San Francisco-i pestisjárvány 1900 és 1904 között söpört végig a kaliforniai város kínaiak lakta Chinatown negyedén, majd a következő években még kétszer visszatért.  Az első bubópestis járvány volt az Egyesült Államok kontinentális területén. A járványt az egészségügyi hatóság már 1900 márciusában azonosította, Henry Gage kaliforniai kormányzó utasítására azonban több, mint két évig eltitkolták. Gage üzleti megfontolásokból nem engedte elterjedni a betegség hírét: meg akarta védeni San Francisco és Kalifornia jó hírét, és elejét akarta venni egy veszteségeket hozó karanténnak. A gyors cselekvés elmaradása hozzájárulhatott, hogy helyi állatpopulációkban szétterjedjen a kórokozó. A szövetségi egészségügyi hatóságok tárták fel, hogy jelentős problémáról van szó. Ez aláásta Gage hitelességét, és az 1902-es kormányzóválasztást el is vesztette. Az új kormányzó, George Pardee 1904-re megállította a járványt. Addigra 121 esetet regisztráltak. Közülük csak ketten élték túl a pestist.
1906-ban San Francisco városi területének jelentős részét tűz pusztította el, a teljes Chinatownt is. Az újjáépítés azonnal megkezdődött, de éveket vett igénybe. Az építkezés csúcsán, 1907 májusa és augusztusa között újabb pestisjárvány pusztított a városban, de ezúttal nem a Chinatown területén. A megbetegedések szétszórtan jelentkeztek a városban, és még az öböl túloldalán, Oaklandben is. Ezúttal egészen másképp reagáltak a helyi politikusok és a sajtó. Az egészségügyi hatóság határozottan lépett fel a kór forrásainak a felszámolása érdekében. Health authorities worked quickly to assess and eradicate the disease. 1907 és 1911 között mintegy kétmillió dollárt költöttek, hogy minél több patkányt irtsanak ki, és ezáltal eltüntessék a betegség vektorait.
1908 júniusában 160 újabb esetet azonosították, és közülük 78-an meghaltak. A halálozási arány még mindig súlyos volt, de sokkal kisebb, mint a járvány első jelentkezésekor.  Valamennyi fertőzött európai származású volt. A kaliforniai ürgét (Otospermophilus beecheyi) azonosították a betegség újabb vektoraként. A patogén az 1900-as késlekedés következtében vethette meg a lábát Amerikában, és ebből a hídfőből átterjedt más államokra is, erdei pestis formájában. Lehetséges azonban az is, hogy az ürgék már 1900 előtt megfertőződtek valamilyen úton.